# Un bianco vestito per Marialé
Un bianco vestito per Marialé è un film del 1972, diretto da Romano Scavolini.

## Trama
La giovane e bella Marialé è tenuta segregata in casa dal marito Paolo. La coppia abita in un castello, in parte diroccato, circondato da un grande parco. Paolo, in accordo col domestico Osvaldo, impone alla moglie l'assunzione di potenti psicofarmaci: in caso di rifiuto, le vengono somministrati a forza. Un giorno Marialé riesce a manomettere il telefono, bloccato da un lucchetto, invita al castello tre coppie di vecchi amici, che giungono qualche giorno dopo, e tra loro c'è anche Massimo, l'ex fidanzato di Marialé. Paolo, all'oscuro dell'invito, riceve gli ospiti mantenendo un freddo distacco nei loro confronti. Dopo una festa in maschera, un misterioso assassino inizia a uccidere gli ospiti. Questi sono eliminati nelle maniere più disparate: accoltellati, massacrati a martellate, affogati in piscina, sbranati dai cani da guardia, finiti a rasoiate. Il cerchio si stringe attorno a Marialé: al termine restano in vita solo Paolo, Massimo e la stessa Marialé. A questo punto Paolo svela l'arcano: Marialé era tenuta segregata in casa e sedata in quanto pazza, ed è stata lei a uccidere tutti gli ospiti.

## Colonna sonora
In un brano della colonna sonora composta dal maestro Fiorenzo Carpi dal titolo Pelle di luna, è possibile ascoltare una rivisitazione del celebre riff di basso e chitarra elettrica del brano degli Iron Butterfly In a gadda da vida, molto popolare negli anni '70.
La stessa cosa, con lo stesso brano degli Iron Butterfly, si riscontra anche nel film L'uomo più velenoso del cobra musicato da Stelvio Cipriani.